# Rock Targato Italia
Rock Targato Italia è un festival rock italiano nato nel 1986 a Milano. Il festival, impostato come un contest, ha visto passare sul suo palco numerosi nomi noti del rock italiano come Litfiba, Diaframma, Denovo, Neon, Gang, Rats, Timoria, Casino Royale, Ligabue, Avion Travel, Ritmo Tribale, Karma, Extrema, Carmen Consoli, Marlene Kuntz, Le Vibrazioni.

## Storia di Rock Targato Italia

### 1986: La prima edizione
Fu del 1986 la prima edizione di Rock Targato Italia, che nacque da un'idea di Francesco Caprini che, per un concerto dedicato all'allora "nuovo rock italiano", riprese come titolo il nome di una vecchia rubrica del mucchio selvaggio. La prima edizione del festival si tenne l'11 ed il 12 giugno all'Odissea 2001 di Milano e nei due giorni del festival si alternarono sul palco Litfiba, Diaframma, Denovo, Neon, Violet Eves, Moda, Frend, Lipstick e Zooming on the Zoo.

### 1987: La rassegna diventa concorso
Dopo gli ottimi risultati della prima edizione, gli organizzatori del festival costituirono l'Associazione Culturale Generazione Europea, che unitamente alla Società Divinazione Milano prepararono la seconda edizione del festival. Nacque in questo momento l'esigenza di far confrontare sia gli addetti ai lavori che le band tra loro nell'ottica di una crescita della scena musicale, con discussioni su modelli produttivi e distributivi alternativi a quelli delle major, gli spazi di esibizione e le attività di talent scout. Fu in questo contesto che Caprini e Sainini trasformarono il festival da rassegna a concorso per nuovi gruppi musicali.
La prima edizione del concorso fu quella del 1987 che metteva in palio un provino con la PolyGram e fu vinta dai Timoria.

## Premi del festival
Gran Premio Rock Targato Italia
Assegnato da una giuria selezionata di critici musicali, giornalisti e musicisti, il Premio Rock Targato Italia comprende, oltre alla partecipazione alla compilazione annuale, anche una promozione della band sia a livello mediatico che di organizzazione dei concerti.
Premio Compilation di Rock Targato Italia
Il premio viene assegnato ai primi 10 artisti classificati e comprende la partecipazione alla compilazione annuale di Rock Targato Italia prodotta dall'etichetta Terzo Millennio e distribuita a livello nazionale. Nelle precedenti edizioni la compilazione fu stampata da etichette quali PolyGram, Black Out, CGD, MCA.
Premio Stefano Ronzani
Il premio, intitolato al giornalista musicale di Mucchio Selvaggio e Tutto Musica, viene assegnato alla band di maggior originalità per presenza scenica ed innovazione nel testo.
Premio speciale del pubblico
Il premio viene assegnato tramite votazione del pubblico durante le fasi finali del festival.